# Upwelling
Upwelling er det fænomen, hvor bundvandet i havet, der er meget rigt på næringsstoffer, bliver tvunget op til overfladen, fordi det møder en stejl kontinentalsokkel, hvor overfladevandet bliver ledt væk af vind og strøm. Udtrykket er et låneord fra engelsk. Næringsstofferne, der dermed kommer op i de vandlag, hvor der er lys og hvor planktonnet derfor lever, bliver fødegrundlag for et rent boom af dyr. Planktonnet blomstrer op og alle de dyr, der lever af planktonnet strømmer til. Krill, de mange små bitte krebsdyr blomstrer op og hermed bliver hvaler og andre store rovdyr tiltrukket. 
Upwellingsfænomenet giver fødegrundlag for en kæmpestor fødekæde og dermed for rigtigt mange dyrearter. Upwelling sker for eksempel nogle steder ved østkysten af New Zealand og ved vestkysten af USA.
Det modsatte fænomen kaldes downwelling, også et låneord fra engelsk. Modsat upwelling er downwelling sværere at konstatere, men et eksempel er Grønlandspumpen, der er en drivende kraft af det globale thermohaline kredsløb.